# بارانداز
بارانداز در موارد زیر کاربرد دارد:
- بارانداز (اسکله)، سازه‌ای دریایی است که به منظور پهلوگیری و مهار کشتی جهت بارگیری و باراندازی کالا ساخته می‌شود.
- بارانداز (کاروان)، محل فرود کاروان
- بارانداز (کشتی)، از فنون ورزش کشتی